# Teletón 2015 (Perú)
La Teletón Perú de 2015 cuyo lema es Mas Unidos Que Nunca, fue la vigésima cuarta edición de dicho evento solidario que se realiza en Perú desde 1981 buscando recaudar fondos para la rehabilitación infantil de niños con discapacidad motriz que se atienden en la Clínica San Juan de Dios. La actividad se realizó los días 2 y 3 de octubre, teniendo como sede el auditorio del Pentagonito, siendo transmitida por Latina (HD), América (HD), Panamericana, Red TV y ATV (HD). La meta propuesta fue de S/. 6 506 271, cifra que fue superada ampliamente con el último cómputo de S/. 8 898 819. El total recaudado, publicado en el lanzamiento de la Teletón 2016 el 1 de septiembre fue de S/. 10 257 907.

## Antecedentes
En 2 de septiembre de 2015 se conoció que la 24ª edición de la Teletón fue programada para los días viernes 2 y sábado 3 de octubre, que se realizará en las instalaciones del Pentagonito y será transmitida por 23 horas ininterrumpidas, aumentando en 1 hora la transmisión en comparación al año pasado. También se hizo la Gira Teletón, que consistió en un recorrido motivacional por las ciudades de Piura, Arequipa, Cuzco, Iquitos y Lima.

## Participantes
A las 11:00 PM se dio inicio a la Teletón que estuvo a cargo de Gisela Valcarcel,  Eddie Fleischman,  Laura Huarcayo, Aldo Miyashiro, Andrea Llosa y Carolina Salvatore. Junto al hermano Isidro Vasquez Zamora.

## Actuaciones
- Álex Lora
- El show de Zumba
- Esto es guerra
- Musical de Nubeluz
- Baile de todos los periodistas de todos los canales
- Combate
- Sorpresa de los integrantes de los realities de  Combate, Esto es guerra y Bienvenida la tarde[2]
- Alkilados
- Musical del elenco de Av. Larco (Juan Carlos Rey de Castro, Daniela Camaiora, Nicolás Galindo, Carolina Cano, Andrés Salas y Gisela Ponce de León)

## Cómputos
| Hora  | Cómputo en Soles | % meta   | Cómputo en Dólares |
| ----- | ---------------- | -------- | ------------------ |
| 00:39 | S/. 121 192      | 1,86 %   | $ 37 637           |
| 04:48 | S/. 378 183      | 5,81 %   | $ 117 478          |
| 07:19 | S/. 476 915      | 7,33 %   | $ 148 110          |
| 08:52 | S/. 599 354      | 9,21 %   | $ 186 134          |
| 10:55 | S/. 1 089 662    | 16,74 %  | $ 338 404          |
| 12:43 | S/. 1 895 309    | 29,13 %  | $ 588 605          |
| 13:47 | S/. 2 336 191    | 35,9 %   | $ 725 525          |
| 16:22 | S/. 3 276 479    | 50,35 %  | $ 1 017 540        |
| 17:31 | S/. 3 953 587    | 60,76 %  | $ 1 227 822        |
| 19:01 | S/. 4 777 270    | 73,42 %  | $ 1 483 624        |
| 20:17 | S/. 5 569 330    | 85,59 %  | $ 1 729 605        |
| 22:00 | S/. 8 898 819    | 136,77 % | $ 2 763 608        |

## Auspiciadores
| Empresa                       | Giro                     | Monto en Soles | Monto en Dólares |
| ----------------------------- | ------------------------ | -------------- | ---------------- |
| Alicorp                       | Indústria                | S/. 120 000    | $ 37 267         |
| Banco de Crédito del Perú     | Banco                    | S/. 465 180    | $ 144 465        |
| Entel                         | Telecomunicaciones       | S/. 193 200    | $ 60 000         |
| LXG                           | Banca de inversión       | S/. 300 000    | $ 93 167         |
| Plaza Vea                     | Supermercados            | S/. 193 200    | $ 60 000         |
| Promart                       | Tiendas de retail        | S/. 193 200    | $ 60 000         |
| Saga Falabella                | Tiendas por departamento | S/. 193 200    | $ 60 000         |
| Universidad Privada del Norte | Universidad              | S/. 193 200    | $ 60 000         |